# BMW R 7

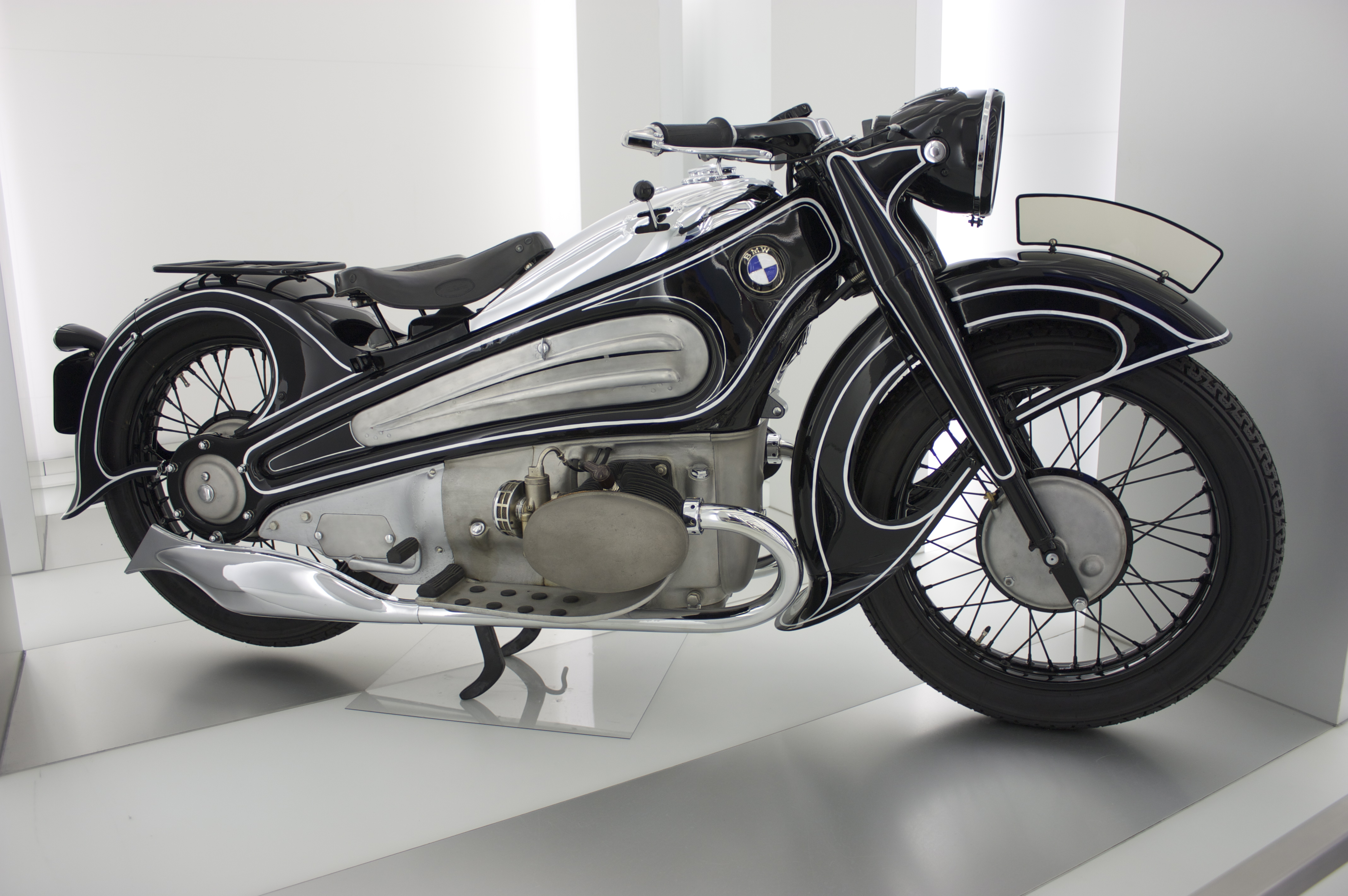
BMW R 7 im BMW Museum

Die BMW R 7 ist der Prototyp eines nicht verwirklichten Motorrades von BMW mit Zweizylinder-Viertakt-Boxermotor und Kardanantrieb aus dem Jahr 1934.

## Geschichte
Der Ingenieur Alfred Böning entwarf und baute die R 7 im Jahre 1934. Ebenfalls neu war der von Leonhard Ischinger konstruierte Boxermotor, der in drei Varianten 500 bis 800 cm³ ausgeführt werden sollte.
Der Entwurf ging nicht in Serie – BMW entschied sich für den Bau der sportlicheren Konstruktion Rudolf Schleichers, der BMW R 5 mit geschweißtem Rohr- statt üppigem Pressstahlrahmen.

## Technik
Der glattflächige Entwurf verfolgte ein Konzept, das Elemente des Art déco und des Stromlinienzeitalters vereinigte.

### Motor

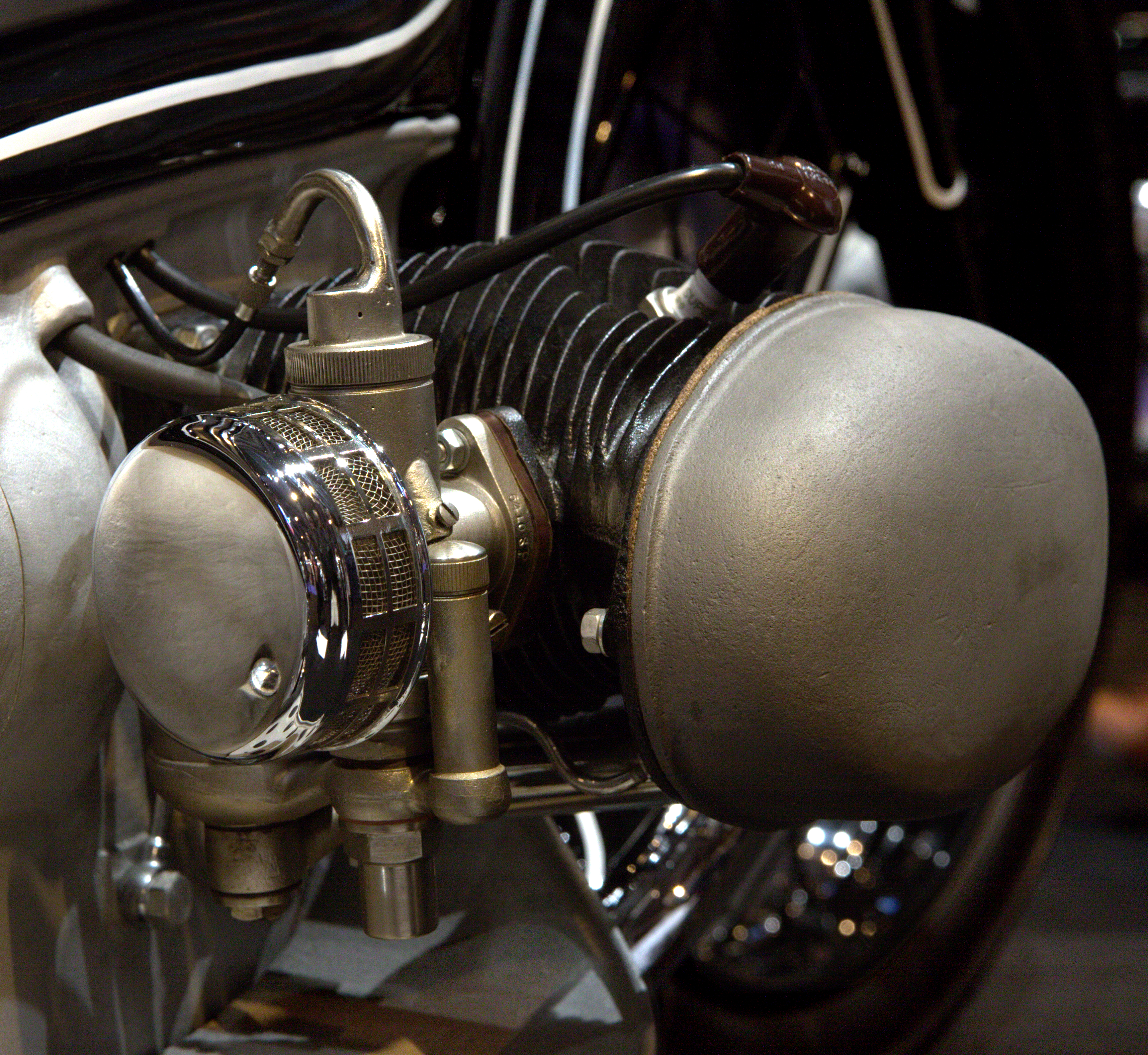
Detail des rechten Zylinders

Der komplett neu entwickelte Motor „205/1“ war als längs eingebauter Zweizylinder-Boxer-Viertaktmotor mit hängenden Ventilen ausgeführt. Nur einzelne Elemente des Motors wurden weiter verfolgt.
So waren beispielsweise nur bei diesem Prototyp Zylinder und Zylinderkopf als Einheit aus einem Stück gegossen, um die anfällige Zylinderkopfdichtung zu vermeiden. Das Konstruktionsmerkmal der unter der Kurbelwelle liegenden Nockenwelle, durch das die Bauhöhe des Boxers wesentlich vermindert wurde, nahm BMW erst bei der sogenannten „Strich-Fünf“-Baureihe ab dem Jahr 1969 wieder auf.
Im einteiligen Tunnel-Gehäuse drehte eine einteilige, geschmiedete Kurbelwelle. Die Pleuellager waren geteilt und liefen auf Gleitlagern.

## Siehe auch

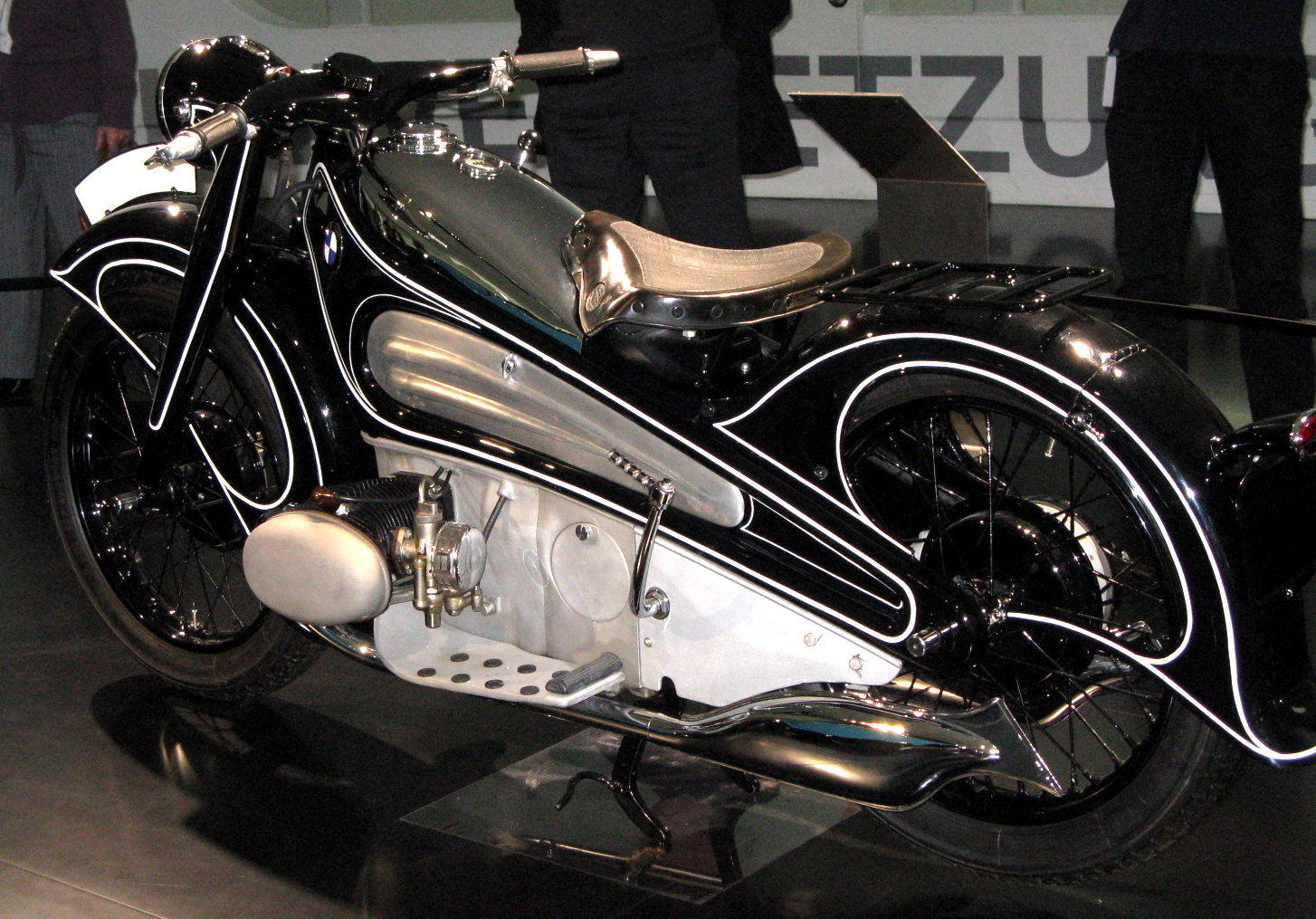
BMW R 7 im BMW Museum

### Antrieb
Die R 7 hatte ein handgeschaltetes Viergang-Getriebe mit Wellenantrieb auf der rechten Seite des ungefederten Hinterrades.

### Fahrwerk
Erstmals wurde eine Teleskopgabel bei einem Motorrad von BMW verwendet. In der Serienfertigung wurden dann die R 12 und die R 17 damit ausgerüstet. Der Rahmen war als Pressstahlrahmen ausgeführt.

## Technische Daten
| Kenngröße       | Daten der R 7                       |
| --------------- | ----------------------------------- |
| Motortyp        | luftgekühlter 2-Zylinder-Boxermotor |
| Ventilsteuerung | OHV, 2 Ventile je Zylinder          |
| Bohrung         | 78 mm                               |
| Hub             | 83 mm                               |
| Hubraum         | 793 cm³                             |
| Leistung        | 35 PS (26 kW) bei 5000 min−1        |
| Leergewicht     | 178 kg                              |